# Фактор Фруда
Фа́ктор Фру́да (фа́ктор розді́лення) (рос. фактор разделения (фактор Фруда), англ. separation factor (Froude ratio), нім. Beschleunigungsverhältnis n (Fruda-Faktor m)) — співвідношення, яке показує у скільки разів прискорення ав від дії відцентрової сили більше за прискорення g від сили тяжіння. Залежить від частоти обертання і радіуса ротора:
{\displaystyle Fr={\frac {a_{B}}{g}}={\frac {\omega ^{2}\cdot R}{g}}=112\cdot 10^{-5}Rn^{2},}
де: {\displaystyle \omega ={\frac {\pi \cdot n}{30}}} — кутова швидкість, 1/с;
n — частота обертання ротора, об/хв;
R — внутрішній радіус ротора, м ;
g — прискорення гравітаційного поля, м/с².
Є одним з головних критеріїв технологічної ефективності роботи центрифуг. Фактор Фруда визначається для зневоднювальних центрифуг шляхом визначення за номограмами або розрахунку за наближеною формулою:
{\displaystyle Fr={\frac {n^{2}\cdot D}{1800}},}
де D — внутрішній діаметр центрифуги.
Інтенсивність виділення вологи на центрифузі та ефективність зневоднення прямо пропорційні до фактора Фруда.
За значенням фактору Фруда виділяють дві групи центрифуг:
- нормальні Fr < 3500;
- суперцентрифуги Fr > 3500.